# Jordy Contreras
Jordy Andrés Contreras Moreira (Maipú, Chile, 25 de octubre de 2000) es un futbolista profesional chileno que se desempeña como Mediocampista en Santiago City de la Segunda División de Chile.

## Trayectoria
Oriundo de Maipú, inició su carrera a los 9 años en las divisiones inferiores de Colo-Colo, para luego pasar a las juveniles de Universidad de Chile. Posteriormente, fue captado por las divisiones inferiores de Universidad Católica, en donde a los 13 años debió suspender su carrera tras conocerse que sufría la enfermedad de Osgood-Schlatter. Tras un tratamiento exitoso, pasó por las divisiones de Santiago Morning, hasta que a los 15 años se trasladó hasta Iquique, para formar parte de las divisiones inferiores de Deportes Iquique.
Durante el año 2020 fue promovido al primer equipo iquiqueño, para debutar profesionalmente el 15 de junio de 2021 en el Clásico del norte ante San Marcos de Arica, en partido válido por la Copa Chile 2021, ingresando a los 80' en reemplazo de Bastián Tapia en lo que sería una victoria iquiqueña mediante el punto penal.Su primer gol como profesional lo marcó en el empate ante Magallanes el 15 de marzo de 2022.
Luego de formar parte del plantel iquiqueño que logró el ascenso a la Primera División en 2023, el 20 de febrero de 2024 es anunciado como nuevo jugador de Trasandino de la Segunda División Chilena.

## Estadísticas
| Club                     | Div.          | Temporada     | Liga  | Liga  | Copas nacionales | Copas nacionales | Torneos internacionales | Torneos internacionales | Total | Total |
| Club                     | Div.          | Temporada     | Part. | Goles | Part.            | Goles            | Part.                   | Goles                   | Part. | Goles |
| ------------------------ | ------------- | ------------- | ----- | ----- | ---------------- | ---------------- | ----------------------- | ----------------------- | ----- | ----- |
| Deportes Iquique · Chile | 2.ª           | 2021          | 1     | 0     | 1                | 0                | —                       | —                       | 2     | 0     |
| Deportes Iquique · Chile | 2.ª           | 2022          | 16    | 1     | 1                | 0                | —                       | —                       | 17    | 1     |
| Deportes Iquique · Chile | 2.ª           | 2023          | 5     | 0     | 0                | 0                | —                       | —                       | 5     | 0     |
| Deportes Iquique · Chile | Total club    | Total club    | 22    | 1     | 2                | 0                | 0                       | 0                       | 24    | 1     |
| Total carrera            | Total carrera | Total carrera | 22    | 1     | 2                | 0                | 0                       | 0                       | 24    | 1     |
| 1. 2.                    |               |               |       |       |                  |                  |                         |                         |       |       |